# 拉諾克
49°44′34″N 27°19′6″E / 49.74278°N 27.31833°E
拉諾克（烏克蘭語：Ланок）是位於烏克蘭西部的村莊，由赫梅利尼茨基州裡赫梅利尼茨基區的舊康斯坦丁尼夫市鎮負責管轄。該村始建於1909年，面積0.43平方公里，海拔高度272米，2001年人口105。